# 特劳本山麓皮欣
特劳本山麓皮欣是奥地利施蒂利亚州费尔德巴赫县的一个市镇。总面积16.67平方公里，总人口1548人，人口密度92.9人/平方公里（2001年）。